# Bo Rosén
Bo Gustav Felix Rosén, född 14 januari 1920 i Umeå, död 21 oktober 2007 i Stockholm, var en svensk författare och redaktör. Föräldrarna var landshövdingen Gustav Rosén och Tyra Lindforss. Han skrev under signaturen BR.
Rosén avlade studentexamen i Umeå. Han var anställd hos Svenska Turistföreningen 1945–1949, redaktör för Skid- och friluftsfrämjandets årsbok På skidor och medlemstidningen I alla väder 1950–1958 och förlagsredaktör hos Rabén & Sjögren 1959–1963. Från 1963 var han publicist i egen regi, bland annat med uppdrag åt statens naturvårdsnämnd.
Rosén var sekreterare i Vattenvärnet från 1962 och adjungerad styrelseledamot i Svenska Naturskyddsföreningen. Han var medlem av Publicistklubben, Sveriges författareförening och Sveriges ungdomsförfattarförening.
Rosén är gravsatt i minneslunden på Leksands kyrkogård.

## Skrifter
- Naturvård, 1953
- Fjäll, 1955
- Natur, 1956
- Vi orienterar, tillsammans med James Engman, 1956
- Lappland, 1957
- Västerbotten och Norrbotten, 1957
- Härjedalen, 1957
- Nordingrå, 1958
- Land att vårda, 1958
- Naturens under, 1959
- Dagar ute, 1960
- Sveriges nationalparker, tillsammans med Carl Oldertz (red.), 1961
- Ung ute, 1961
- Vulkaner och jordbävningar, tillsammans med Arnfrid D. Schultze, 1961
- Våra nationalparker, 1962
- Fridlysta djur, tillsammans med Rune Bollvik, 1962
- Norrbottens län : en fjärdedel av Sverige, 1962
- Vår läsebok i naturkunskap årskurs 4, 1963, årskurs 5, 1963, årskurs 6, 1965, årskurs 7, 1966
- Vita friluftsboken, tillsammans med Gösta Frohm, 1963
- Gröna friluftsboken, tillsammans med Gösta Frohm, 1964
- Natur och fritid, tillsammans med Åke G. Sjöberg, 1964
- Mina fjäll, 1964
- Siljan, 1965
- Siljansbygden i närbild, 1965
- Utflyktsmål i Stockholms omgivningar, 1965
- Friluftsledaren, tillsammans med Gösta Frohm, 1966
- Fridlysta växter, tillsammans med Olof Rune, 1966
- Fjällboken, tillsammans med Nils Engelheart och Gösta Frohm, 1967
- (red.) Fridlyst, 1960
- Sveriges nationalparker, 1961
- Stockholm, 1961
- Tyresta: Åva, 1966
- Ansvar och hänsyn i markerna, 1970
- Framsynt miljövård, 1970
- Vattenvård, 1970
- Miljö och miljövård, 1971
- Miljövårdens ABC, 1971
- Miljövård - för jordbruk, skogsbruk och trädgård, 1973
- Inte bara skräp : en bok om renhållning, återvinning och - dessvärre - nedskräpning, 1973
- Oljan och miljön : utvinning, användning, miljöproblem, 1976
- Vägvisare till naturen i Stockholms län, 1978
- Allemansrätt - allemansskyldighet, 1978
- Vård av ängar och hagmarker, tillsammans med Ulf Ribers, 1978
- Italien, mångfaldens land, 1979
- Försurningen, en miljökatastrof, 1980
- Dalarna, 1981
- I skog och mark, 1982
- Siljansbygden. Färdvägar och vandringsleder, 1982
- Händernas verk, tillsammans med Elsbeth Rosén, 1983
- Vad du får och kan göra i naturen, 1983
- Sällsamheter i Västerbotten, 1984
- Mångfald ger styrka : en bok om småföretagsamheter i glesbygd, tillsammans med Elsbeth Rosén, 1986
- Ångermanland, Medelpad, 1986
- Den glömda miljödebatten, 1987
- Västanvik, vid Siljan, 1988
- Lortsverige - 50 år efter Lubbe Nordström, tillsammans med Elsbeth Rosén, 1988
- Det gränslösa hantverket - kulturarv och framtid, tillsammans med Elsbeth Rosén, 1992
- Metallerna i miljön, 1993
- Vårt dagliga vatten, 1996
- Pehr Adam Stromberg - omstridd landshövding i Västerbottens län under finska kriget 1808-1809, 1997
- Siljansbygden : natur och kultur kring Siljan och Orsasjön, tillsammans med Elsbeth Rosén, 2000